# هارون تايلور (لاعب كرة قاعدة)
هارون تايلور (بالإنجليزية: Aaron Taylor)‏ هو لاعب كرة قاعدة أمريكي، ولد في 20 أغسطس 1977 في فالدوستا في الولايات المتحدة.

## وصلات خارجية
- هارون تايلور على موقعبيزبول رفرنس.كوم (الدوري الرئيسي) (الإنجليزية)
- هارون تايلور على موقعبيزبول رفرنس.كوم (الدوري الثانوي) (الإنجليزية)